# Холмогори
Холмого̀ри (на руски: Холмогоры) е село, бивш град (до 1925 г.), в Архангелска област, Северна Русия.
Разположено е на левия бряг на река Северна Двина, на 75 km югоизточно от Архангелск. Името Холмогори (първоначално Колмогори) идва от фински език и означава „скала на смъртта“.
Селото има дълга история. Още през 14 век селището е важен търговски пост на Новгородската република в Далечния север. Значението му нараства още повече, след като през 1554 г. Московската компания го превръща в център на своята търговия с кожи. Шведите обсаждат дървената крепост през 1613 г., но са принудени да отстъпят. През 17 и 18 век Холмогори е място за заточение на видни личности, сред които са детронираният император Иван VI (живее в града от 1744 до 1756 г.) и семейството му.
През 1682 г. е осветена Холмогорската катедрала, най-голямата в региона. Тя е разрушена през 1930-те години, но много стари дървени храмове и работилници около нея оцеляват и до днес. Местните занаятчии се славят с умението си да резбоват бивни от мамут и морж. В едно от съседните села е роден видният учен Михаил Ломоносов.